# Nem-nem
O termo "nem-nem" (de "nem trabalha, nem estuda") refere-se à população jovem fora do mercado de trabalho e de instituições educacionais. Equivale em espanhol ao termo "nini" (ni estudia, ni trabaja) e à sigla em inglês "NEET" para a expressão "not in education, employment, or training", algo como "fora da educação, emprego e formação profissional". Esta é uma classificação do governo usada primeiramente no Reino Unido e que logo depois passou a ser utilizada em outros países, inclusive no Japão. No Reino Unido, o termo compreende pessoas com faixa etária entre 16 e 18 anos. No Japão, o termo compreende pessoas de idade entre 15 e 34 anos que são desempregadas, solteiras, não registradas na escola, não procuram trabalho ou o treinamento profissional necessário para trabalhar.

## Desalento
A população desalentada difere daqueles considerados "nem-nem". Os jovens em situação de "nem-nem" constam como parte da População Economicamente Ativa, entre os quais constam aqueles que tomaram alguma iniciativa para encontrar oportunidades de trabalho. O desalento, por sua vez, engloba cidadãos que desistiram da busca por emprego após não obter sucesso na procura, condição especialmente observada na parcela da população considerada vulnerável socioeconomicamente, especialmente pessoas declaradas do gênero feminino, cor ou raça preta e parda, em situação de pobreza extrema.

## No Brasil
De acordo com os dados do Instituto Brasileiro de Geografia e Estatística (IBGE), em 2018, o percentual de jovens “nem nem” foi de 23% para a faixa etária dos 15 a 29 anos. O número subiu 0,5 pontos percentuais em relação ao ano de 2015 (22,5%), em que o país vivia a crise econômica iniciada em 2014, 3 pontos em relação à 2014 (20%) e 3,3 frente à 2005 (19,7%).
Segundo a Organização para a Cooperação e Desenvolvimento Econômico (OCDE), em 2020, 35,9% dos adultos entre 18 e 24 anos não estavam nem na escola nem empregados. Segundo a mesma organização, em 2018 o índice era de 30,6%. Na América do Sul, esse desempenho só é melhor que os da Guiana, Venezuela, Peru e Colômbia, de acordo com a Organização Internacional do Trabalho (OIT).

### Percentual de nem-nem por Estado
| Unidade federativa  | Parcela nem-nem (%) | Ano       |
| ------------------- | ------------------- | --------- |
| Acre                | 32,2                | 3° tri/21 |
| Alagoas             | 34,1                | 3° tri/21 |
| Amapá               | 34,9                | 3° tri/21 |
| Amazonas            | 27,2                | 3° tri/21 |
| Bahia               | 27,9                | 3° tri/21 |
| Ceará               | 30,1                | 3° tri/21 |
| Distrito Federal    | 20,2                | 3° tri/21 |
| Espírito Santo      | 20,2                | 3° tri/21 |
| Goiás               | 20,3                | 3° tri/21 |
| Maranhão            | 36                  | 3° tri/21 |
| Mato Grosso         | 19                  | 3° tri/21 |
| Mato Grosso do Sul  | 18,7                | 3° tri/21 |
| Minas Gerais        | 19,9                | 3° tri/21 |
| Pará                | 26,6                | 3° tri/21 |
| Paraíba             | 31,4                | 3° tri/21 |
| Paraná              | 16,9                | 3° tri/21 |
| Pernambuco          | 31,5                | 3° tri/21 |
| Piauí               | 25,9                | 3° tri/21 |
| Rio de Janeiro      | 25,2                | 3° tri/21 |
| Rio Grande do Norte | 30,8                | 3° tri/21 |
| Rio Grande do Sul   | 17,4                | 3° tri/21 |
| Rondônia            | 18,9                | 3° tri/21 |
| Roraima             | 28,2                | 3° tri/21 |
| Santa Catarina      | 13,1                | 3° tri/21 |
| São Paulo           | 20,6                | 3° tri/21 |
| Sergipe             | 29,7                | 3° tri/21 |
| Tocantins           | 24,5                | 3° tri/21 |
| Brasil              | 23,7                | 3° tri/21 |